# 上海福民街小商品市场
上海福民街小商品市场是位于中国上海市黄浦区福佑路225号的一個市場，周邊景點有外灘、豫園以及南京路步行街。  該市場成立於1981年1月， 名字來源於當地的一條老街福民街。1997年起，上海福民街小商品市场的攤販全部搬遷至一幢名叫福佑商廈的多層樓宇，市場的名稱不變。福佑商廈於1998年6月20日正式營業。該市場內的從業青年收入偏低。